# Purpur-Tanne
Die Purpur-Tanne (Abies amabilis) ist eine Pflanzenart aus der Gattung der Tannen (Abies) in der Familie der Kieferngewächse (Pinaceae). Man findet sie entlang der Westküste Kanadas und der USA. Das lateinische Artepitheton amabilis bedeutet so viel wie „lieblich“.

## Beschreibung

### Erscheinungsbild
Die Purpur-Tanne ist ein immergrüner Baum, der Wuchshöhen von 25, in Extremfällen auch bis zu 70 Metern sowie Brusthöhendurchmesser von 60 bis 260 Zentimetern erreichen kann. Junge Bäume haben eine spitze Krone, die mit zunehmendem Alter abflacht. Die kurzen und steifen Äste gehen horizontal vom geraden Stamm ab und stehen sich meist gegenüber.
Die glatte Borke ist bei Jungbäumen hellgrau gefärbt und weist meist Harzblasen auf. Bei älteren Bäumen bricht die Borke in Platten auf und verfärbt sich rötlich grau. Die behaarte Rinde der Zweige ist an der Zweigoberseite hellbraun und an der Unterseite dunkelbraun gefärbt.
Die Sämlinge bilden vier bis sieben Keimblätter (Kotyledonen) aus.

### Wurzelsystem
Während die Sämlinge noch über eine Pfahlwurzel verfügen, besitzen ausgewachsene Bäume meist ein flaches, weitreichendes Wurzelsystem. Wenn der Boden von pyroklastischen Sedimenten bedeckt ist, kann es zur Bildung von Adventivwurzeln kommen. Als Mykorrhizapartner tritt meist Cenococcum graniforme auf.

### Knospen und Nadeln

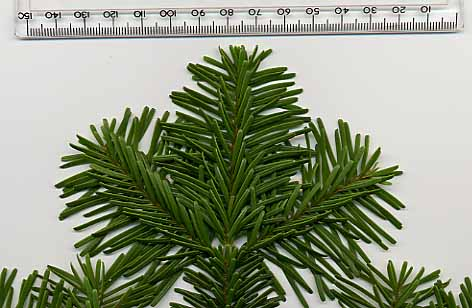
Zweig mit Nadeln

Die kugeligen Knospen von 6 bis 9 Millimeter Durchmesser sind braun gefärbt und können von einer violetten Harzschicht bedeckt sein.
Die an der Spitze eingekerbten Nadeln werden zwischen 0,7 und 4 Zentimeter lang und 1 bis 3 Millimeter breit. An der Nadeloberseite sind sie glänzend grün und an der Unterseite silbrigweiß gefärbt. Auf der Nadelunterseite findet man beiderseits der Mittelrippe 5 bis 6 Stomatareihen. Die Nadeln stehen in zwei Reihen dicht gedrängt an den Zweigen und überlappen sich dabei häufig.

### Blüten, Zapfen und Samen

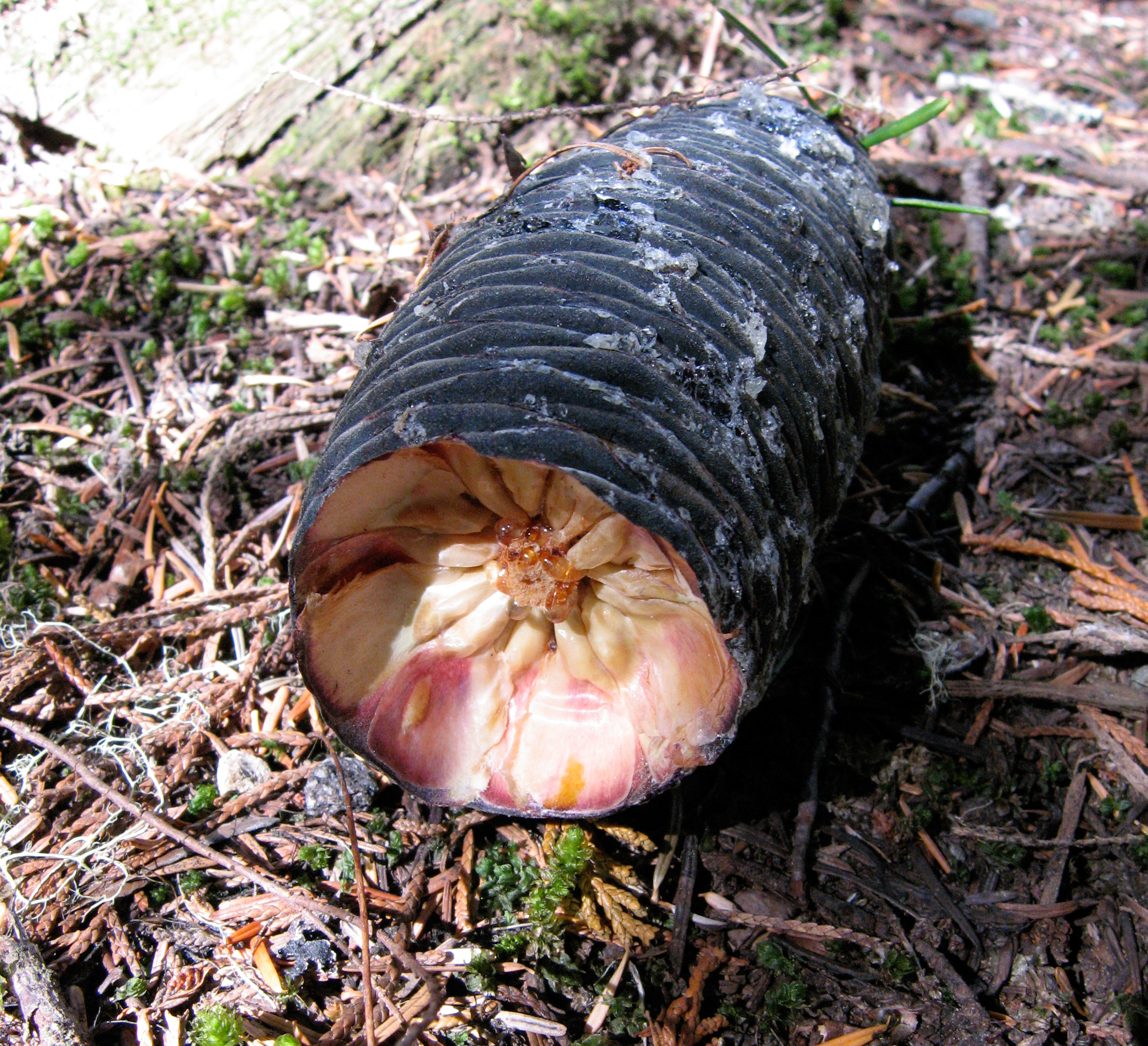
Zapfen

Die Purpur-Tanne ist einhäusig-getrenntgeschlechtig (monözisch) und wird mit 20 bis 30 Jahren mannbar. Während des Pollenfluges, der sich je nach Standort von Mitte Mai bis Mitte Juni erstreckt, sind die männlichen Blütenzapfen rot gefärbt. Später verfärben sie sich rötlich gelb. Die aufrecht stehenden, oval-zylindrischen Zapfen werden zwischen 8 und 18 Zentimeter lang und 3,5 bis 7 Zentimeter dick. Sie sind anfangs purpurgrau, zur Reife im späten August hin braun gefärbt. Sie besitzen keinen Stiel und sind harzig.
Die hellbraunen Samen sind 10 bis 12 Millimeter lang und rund 4 Millimeter breit. Sie besitzen einen rötlich bis hellbraunen Flügel der etwa gleich lang ist wie das Samenkorn.

### Chromosomenzahl
Die Chromosomenzahl beträgt 2n = 24.

## Verbreitung und Standort

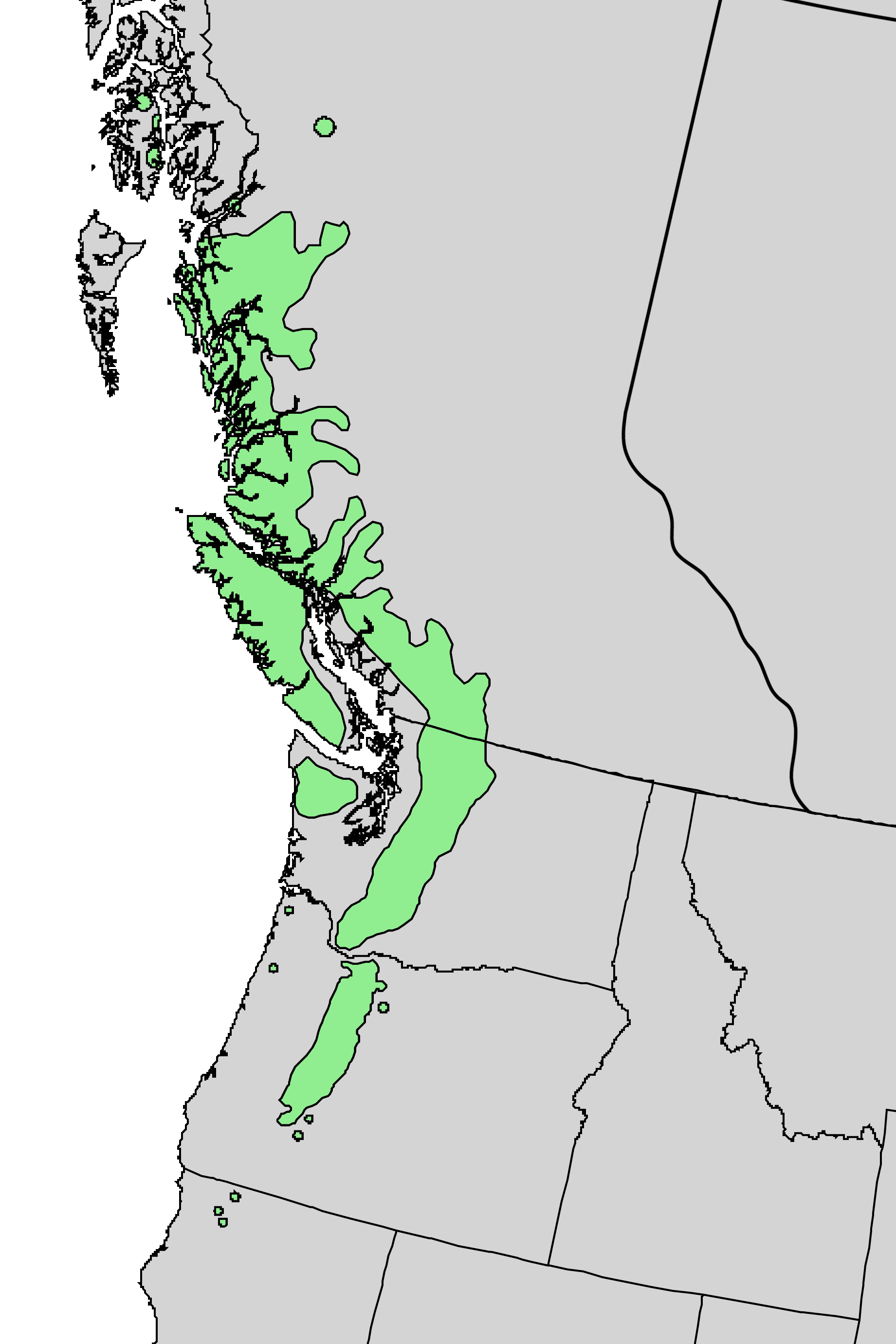
Verbreitungsgebiet

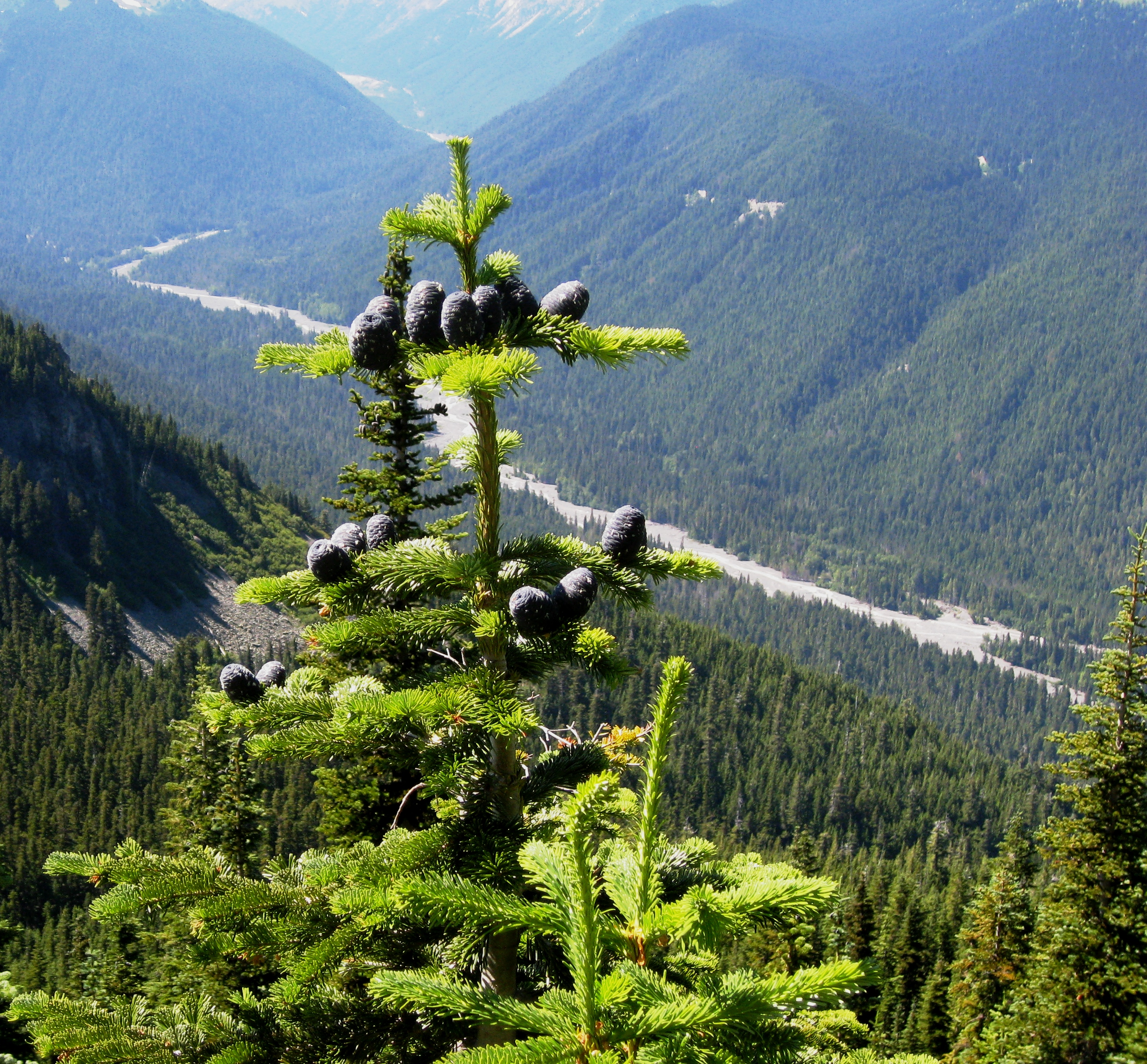
Purpur-Tanne (Abies amabilis) mit Zapfen

Das natürliche Verbreitungsgebiet der Purpur-Tanne erstreckt sich vom südöstlichen Alaska und vom westlichen British Columbia im Norden über das westliche Washington und Oregon bis zum nordwestlichen Kalifornien im Süden. Sie besiedelt dabei beide Seiten der Kaskadenkette sowie Teile der Coast Mountains, der Olympic Mountains und der Klamath Mountains.
Man findet die Purpur-Tanne je nach Standort von Meereshöhe bis an die Baumgrenze in eine Höhenlage von rund 2300 Meter. Sie ist eine Baumart des maritimen Klimas. Man findet die Art häufig auf tiefgründigen, gut drainierten und feuchten Böden. Die jährliche Niederschlagsmenge liegt je nach Standort zwischen 965 und 6650 mm. Die Purpur-Tanne gilt als einer der schattentolerantesten Nadelbäume und überlebt selbst Jahrzehnte extremer Beschattung.

## Ökologie
Am natürlichen Standort bildet die Purpur-Tanne sowohl Rein- als auch Mischbestände. Reinbestände findet man vor allem in den Gebieten um Mount Baker und Mount Rainier sowie in anderen Gebieten der Kaskadenkette im Süden Washingtons. Im gesamten Verbreitungsgebiet werden Mischbestände mit der Westamerikanischen Hemlocktanne (Tsuga heterophylla) gebildet. In Süd-Washington und Nord-Oregon gesellt sich auch die Edel-Tanne (Abies procera) häufig hinzu. In den Küstengebieten westlich der Kaskadenkette vergesellschaftet sich die Purpur-Tanne mit der Sitka-Fichte (Picea sitchensis), der Küsten-Kiefer (Pinus contorta), der Douglasie (Pseudotsuga menziesii) und dem Riesen-Lebensbaum (Thuja plicata). In subalpinen Lagen treten auch die Felsengebirgs-Tanne (Abies lasiocarpa), die Berg-Hemlocktanne (Tsuga mertensiana) sowie die Nootka-Scheinzypresse (Xanthocyparis nootkatensis) häufig auf. In den östlichen Randbereichen des natürlichen Verbreitungsgebietes vergesellschaftet sich die Art zudem auch mit der Westamerikanischen Lärche (Larix occidentalis), der Engelmann-Fichte (Picea engelmannii) und der Westlichen Weymouth-Kiefer (Pinus monticola). In Nordwest-Kalifornien kommt es auch zur Bestandsbildung mit der Pracht-Tanne (Abies magnifica).
Die Strauchschicht wird im gesamten Verbreitungsgebiet größtenteils durch die Igelkraftwurz (Oplopanax horridus), Vaccinium membranaceum und Vaccinium ovalifolium gebildet. In höheren Lagen treten zudem Elliottia pyroliflora, Menziesia ferruginea, Rhododendron albiflorum und Vaccinium deliciosum auf. Die Nervige Mahonie (Mahonia nervosa) und die Shallon-Scheinbeere (Gaultheria shallon) findet man vor allem in tieferen Lagen des Verbreitungsgebietes.
In der Krautschicht herrschen vor allem der Rippenfarn (Blechnum spicant), Clintonia uniflora, der Kanadische Hartriegel (Cornus canadensis), das Moosglöckchen (Linnaea borealis), Rubus lasiococcus, Rubus pedatus sowie das Bärengras (Xerophyllum tenax) vor.

## Nutzung
Das helle, weiche und spröde Holz wird hauptsächlich als Konstruktionsholz, Sperrholz sowie zur Zellstoffgewinnung genutzt. Es eignet sich auch als Furnier, als Unterbodenbelag sowie als Verkleidung. Nur gelegentlich findet die Purpur-Tanne als Weihnachtsbaum Verwendung. Manchmal wird sie als Park- oder Zierbaum gepflanzt.

## Krankheiten und Schädlinge

### Abiotische Schadfaktoren
Die Purpur-Tanne ist in großem Umfang von abiotischen Schadfaktoren betroffen. Aufgrund des flachen Wurzelsystems und der dünnen Borke ist die Art anfällig für Waldbrände. Wegen des flachen Wurzelsystems ist sie windwurfgefährdet. Windbrüche können bei starken Stürmen auch in geschlossenen Beständen auftreten. Die Äste können bereits bei leichter Schneelast brechen.

### Schadpilze
An der Purpur-Tanne tritt eine Vielzahl von Schadpilzen auf. Häufig tritt ein Befall mit dem Wurzelschwamm (Heterobasidion annosum) auf, wobei eine Infektion ganzjährig erfolgen kann. In ihrem natürlichen Verbreitungsgebiet gilt die Art als einer der anfälligsten Bäume gegenüber dem Gemeinen Hallimasch (Armillaria mellea) und Phellinus weiri, welche beide die Wurzeln befallen.
Altbäume sind anfällig für Kernfäule, die durch Echinodontium tinctorium und Haematostereum sanguinolentum verursacht wird. Während die beiden Arten in jungen Beständen nicht auftreten, steigt das Befallsrisiko mit zunehmendem Alter an.
Die Nadeln werden hauptsächlich von Lophodermium uncinatum, Phaeocryptopus nudus, Virgella robusta sowie verschiedenen Arten der Gattung Uredinopsis befallen.
Gefällte Bäume verrotten sehr schnell und werden hauptsächlich vom Fichtenporling (Fomitopsis pinicola), dem Flachen Lackporling (Ganoderma applanatum), Hirschioporus abietinus und Poria subacida befallen. Das Gesamtvolumen der liegenden Stämme nimmt innerhalb von 5 Jahren zwischen 50 und 100 Prozent ab.

### Pflanzliche Schädlinge
Für Arceuthobium tsugense stellt die Purpur-Tanne einen Sekundärwirt dar. Sie tritt in Mischbeständen mit Hemlocktannen auf. Ein Befall mit Arceuthobium abietinum tritt hauptsächlich in Zentral-Oregon auf.

### Tierische Schädlinge
Die Purpur-Tanne wird von einer Vielzahl an Schadinsekten befallen. Die größte Rolle spielt dabei die aus Europa eingeschleppte Tannenstammlaus (Adelges piceae), die Bäume aller Altersklassen befällt. Bei einem Befall der Krone treten über mehrere Jahre Triebverformungen, Nadelverluste sowie ein vermindertes Wachstum auf. Ein Befall am Stamm kann zum Absterben des Baumes führen. An niedrig gelegenen Standorten ist die Tannenstammlaus häufig anzutreffen, während sie an subalpinen Standorten kaum auftritt.
Zu den wichtigsten Zapfenschädlingen zählen die Hautflügler Earomyia abietum, Megastigmus pinus sowie Megastigmus lasiocarpae, die große Samenverluste hervorrufen können. Die beiden Schmetterlingsarten Acleris gloverana und Lambdina fiscellaria treten vor allem in Mischbeständen in British Columbia auf und rufen Entnadelungen hervor. Zu den Nadelschädlingen mit geringer Bedeutung zählen unter anderem der Zackenbindige Rindenspanner (Ectropis crepuscularia) und Melanolophia imitata. Choristoneura freemani tritt sowohl in Rein- als auch in Mischbeständen auf.
Die beiden Käferarten Pseudohylesinus granulatus und Pseudohylesinus sericeus können große Schäden anrichten, wenn sie zusammen mit wurzelschädigenden Pilzen auftreten.
Der Verbiss durch Wapitis (Cervus canadensis) kann große Ausmaße erreichen. Hühnervögel und Nagetiere fressen an den Knospen, während Eichhörnchen die Zapfen aufnagen, um an die Samen zu kommen. Gelegentlich werden Bäume von Bären entrindet.

## Systematik
Abies amabilis wird innerhalb der Gattung der Tannen (Abies) der Sektion Amabiles zugeordnet. Die Erstbeschreibung erfolgte 1838 als Picea amabilis durch John Claudius Loudon in "Arboretum et fruticetum Britannicum", Band 4: Seite 2342, einen Namen, den er David Douglas zuschrieb. In die Gattung Abies wurde sie durch James Forbes in seinem Werk "Pinetum Woburnense", S. 125, Tafel 44 gestellt. Synonyme für Abies amabilis (Douglas ex Loudon) J.Forbes sind unter anderem Abies grandis Hook. non Lindl. oder Pinus amabilis (Dougl. ex Loudon) Parl.
Trotz des großen Verbreitungsgebietes treten kaum innerartliche Unterschiede zwischen einzelnen Populationen auf.

## Gefährdung und Schutz
Die Art wird in der Roten Liste der IUCN als „nicht gefährdet“ geführt. Es wird jedoch darauf hingewiesen, dass eine neuerliche Überprüfung der Gefährdung nötig ist.